# ضریب همبستگی

ضریب همبستگی

ضریب همبستگی ابزاری آماری برای تعیین نوع و درجهٔ رابطهٔ یک متغیر کمی با متغیر کمی دیگر است. ضریب همبستگی، یکی از معیارهای مورد استفاده در تعیین همبستگی دو متغیر است. ضریب همبستگی شدت رابطه و همچنین نوع رابطه (مستقیم یا معکوس) را نشان می‌دهد. این ضریب بین ۱ تا ۱- است و در صورت عدم وجود رابطه بین دو متغیر، برابر صفر است.
همبستگی بین دو متغیر تصادفی X و Y به صورت زیر تعریف می‌شود:
{\displaystyle \mathrm {corr} (X,Y)={\mathrm {cov} (X,Y) \over \sigma _{X}\sigma _{Y}}={E[(X-\mu _{X})(Y-\mu _{Y})] \over \sigma _{X}\sigma _{Y}},}
که در آن E عملگر امید ریاضی، cov به معنای کوواریانس، corr نماد معمول برای همبستگی پیرسون، و سیگما نماد انحراف معیار است.

## ضریب همبستگی پیرسون
ضریب همبستگی پیرسون (به انگلیسی: Pearson Correlation Coefficient)، روشی پارامتری است و برای داده‌هایی با توزیع نرمال یا تعداد داده‌های زیاد استفاده می‌شود.
ضریب همبستگی پیرسون بین ۱- و ۱ تغییر می‌کند. اگر r=۱ بیانگر رابطهٔ مستقیم کامل بین دو متغیر باشد، رابطهٔ مستقیم یا مثبت به این معناست که اگر یکی از متغیرها افزایش (یا کاهش) یابد، دیگری نیز افزایش (یا کاهش) می‌یابد. مانند رابطهٔ بین میزان ساعات مطالعه در روز و معدل محصلین.
r=-۱ نیز وجود یک رابطهٔ معکوس کامل بین دو متغیر را نشان می‌دهد. رابطهٔ معکوس یا منفی نشان می‌دهد که اگر یک متغیر افزایش یابد متغیر دیگر نیز کاهش می‌یابد و بالعکس.
زمانی که ضریب همبستگی برابر صفر است این نشان می‌دهد که بین دو متغیر رابطهٔ خطی وجود ندارد.

## ضریب همبستگی اسپیرمن
در صورتی که تعداد داده‌ها کم و فرض نرمال بودن آنها معقول نباشد، از ضریب همبستگی اسپیرمن (به انگلیسی: Spearman Correlation Coefficient) استفاده می‌شود. ضریب همبستگی‌ای که بر اساس رتبهٔ داده‌ها محاسبه می‌شود، توسط اسپیرمن محاسبه شده‌است.
تفاوت رگرسیون و همبستگی براساس هدف: هدف مدل‌های همبستگی بررسی میزان رابطه دو یا چند متغیر است در حالیکه رگرسیون به دنبال پیش بینی یک یا چند متغیر براساس یک یا چند متغیر دیگر است. از آنجا که رگرسیون برپایه ی داده‌های گذشته انجام می‌شود به آن عنوان Regression یعنی بازگشت به گذشته داده‌اند؛ بنابراین، هدف همبستگی تعیین نوع و شدت رابطه متغیرها است اما رگرسیون معادله‌ای را برای پیش بینی متغیرها ارائه می‌کند.
تفاوت رگرسیون و همبستگی براساس روش: آنچه در خروجی نتایج رگرسیون و همبستگی باعث ایجاد تفاوت می‌شود آن است که در همبستگی همیشه اثرات متغیرها به صورت دو به دو مورد سنجش قرار می‌گیرد اما در یک مدل رگرسیون اثرات متغیرها به صورت همزمان بررسی می‌شود. یعنی در همبستگی رابطه متغیر X با متغیر Y به وجود یا عدم وجود متغیر Z ارتباطی ندارد اما در رگرسیون تأثیر متغیر X بر متغیر Y به وجود یا عدم وجود متغیر Z بستگی دارد.